# Peter Börnsen

Peter Börnsen

Peter Börnsen (* 14. August 1896 in Stolk; † 16. Juli 1986 in Böklund) war ein deutscher Politiker (NSDAP). Er war von 1932 bis 1933 Abgeordneter im Landtag von Preußen und von 1933 bis 1945 im  Deutschen Reichstag.

## Leben
Börnsen war als Landarbeiter in Eckernförde tätig. Von Januar 1916 bis November 1918 befand er sich im Kriegseinsatz im Ersten Weltkrieg. Zum 1. August 1928 trat er der NSDAP bei (Mitgliedsnummer 95.351) und vertrat diese von 1932 bis 1933 als Abgeordneter im Landtag von Preußen. Nach dessen Auflösung vertrat er von 1933 bis 1945 den Wahlkreis 13 im Deutschen Reichstag. Er war ebenfalls von 1933 bis 1945 Kreisleiter der NSDAP im Kreis Eckernförde. Am 9. November 1943 wurde er zum SA-Standartenführer ernannt. Nach dem Zweiten Weltkrieg wurde er durch das Spruchgericht Bielefeld am 4. Februar 1949 zu drei Jahren Gefängnis verurteilt. Nach der Entlassung aus dem Gefängnis arbeitete er beim Straßenbauamt in Flensburg.